# Северская, Ольга Игоревна
О́льга И́горевна Се́верская (род. 15 августа 1960) — российский лингвист и журналист, кандидат филологических наук, ведущая радиостанции «Эхо Москвы» (1991—2022). Ведущий научный сотрудник отдела корпусной лингвистики и лингвистической поэтики Института русского языка имени В. В. Виноградова РАН.

## Биография
В 1983 году окончила с отличием филологический факультет МГУ. В 1984—1986 годах обучалась в аспирантуре Института русского языка АН СССР, где в 1987 году защитила кандидатскую диссертацию на тему «Паронимическая аттракция как явление поэтического языка и как явление индивидуального стиля: семантические преобразования».
С 1991 по 2022 год работала на радио «Эхо Москвы» в качестве ведущей прямого эфира, а также была автором и ведущей программ «Введение в контекст» (о современной поэзии), «Арбатский Арс» (новости культуры), «Каприз» и «Суперфлю» (об искусстве жить), «Коллекция» (о моде — совместно с Екатериной Митькиной), «Мезонин» (о дизайне интерьера). С 1998 г. вела радиоальманах «Говорим по-русски!», а затем и одноимённую воскресную программу-игру (совместно с Мариной Королёвой, а с 2017 г. с Оксаной Пашиной). С 2020 г. вплоть до закрытия «Эха Москвы» вела ежедневную программу «По-русски говоря…».
В 2004—2005 годах вела рубрику о русском языке «Это правильно» в рамках утреннего блока НТВ (поочерёдно с Мариной Королёвой). С 2007 по 2008 год была ведущей детской передачи «Говорим без ошибок» на телеканале «Бибигон» (впоследствии в 2011—2020 годах выходила в повторах на его преемнике — телеканале «Карусель»). 
В 2008 году за популяризацию научных знаний о русском языке была награждена медалью Пушкина.

## Работы
- Северская О. И. Говорим по-русски с Ольгой Северской. — М.: Слово, 2004. — 256 с. — ISBN 5-85050-736-1.
- Северская О. И. По-русски, правильно! — М.: Просвещение, 2011. — 176 с. — ISBN 978-5-09-024810-5.
- Северская О. И. Говори, да не заговаривайся… — М.: Просвещение, 2011. — 176 с. — ISBN 978-5-09-022408-6.
- Северская О. И., Селезнёва Л. В. Эффективная деловая коммуникация. „Волшебные таблетки“ для деловых людей. — М.: Эксмо-Пресс, 2019. — 416 с. — ISBN 978-5-04-104418-3.